# 蔡揆忠
蔡揆忠，廣西省太平府永康州人，清朝政治人物、進士出身。
光緒六年（1880年），参加庚辰科殿試，登進士二甲第122名。同年五月，著分部學習，后擔任刑部主事。